# Thanatus ketani
Thanatus ketani är en spindelart som beskrevs av Madan Mal Bhandari och Gajbe 200. Thanatus ketani ingår i släktet Thanatus och familjen snabblöparspindlar. Inga underarter finns listade i Catalogue of Life.